# Laurence Alma-Tadema
Pour les articles homonymes, voir Alma-Tadema.
Laurence Alma-Tadema, née à Saint-Josse-ten-Noode en 1865 et morte à Londres le 12 mars 1940, est une romancière et poétesse britannique. Elle écrit dans de nombreux genres, roman, poésie, livres pour la jeunesse, chansons, théâtre et traduction, à la fin du XIXe et au début du XXe siècle. Elle contribue à différents périodiques, édite son propre magazine et publie ses propres livres.

## Biographie
Laurense Tadema, de son vrai nom, est née à Saint-Josse-ten-Noode en 1865. Elle est la fille aînée du peintre néerlandais Lawrence Alma-Tadema (1836-1912 ) et de sa première épouse française Marie-Pauline Gressin (1837-1869),. La famille vit à Schaerbeek. À la mort de son épouse, Lawrence Alma-Tadema s'installe définitivement en Angleterre en 1870, où il se remarie. La belle-mère, Laura Theresa Alma-Tadema (1852-1909) et la sœur, Anna Alma-Tadema (1867-1943) de Laurence Alma-Tadema sont des peintres réputées. Laurence Alma-Tadema vit à The Fair Haven, Wittersham dans le Kent. Elle y construit un centre d'une centaine de places pouvant accueillir des concerts et des représentations scéniques ainsi que des ateliers pour les enfants, qu'elle nomme Hall of Happy Hours.
En Angleterre, Laurence Alma-Tadema vit dans les demeures somptueuses de son père et fréquente un milieu artistique riche et mondain, ce qui ne l'empêche pas d'avoir des inclinations socialistes,.

### Travail littéraire
Le premier roman de Laurence Alma-Tadema, Love's Martyr, est publié en 1886. À partir de ce moment, sa production littéraire prend son essor. Elle écrit plusieurs romans, quatre pièces de théâtre et des poèmes. Elle fait également des traductions, elle est notamment l'autrice de versions anglaises de Pelléas et Mélisande et Les Aveugles de Maurice Maeterlinck. Certaines pièces de Laurence Alma-Tadema sont montées avec succès en Allemagne. Sa pièce A Merciful Soul, est produite à Anvers après une traduction par Frans Gittens (nl).
Elle édite et publie bon nombre de ses œuvres mais collabore également à des magazines, en particulier à la revue littéraire The Yellow Book, et publie son propre magazine,.
Au Royaume-Uni, elle fréquente les cercles intellectuels socialistes, et partage leurs convictions, ce qui transparaît dans son travail,.
Ses poèmes, teintés de féminisme, dépeignent avec ironie la situation de la femme victorienne. Ils sont aussi influencés par la réalité politique de l'Angleterre et des États-Unis mais surtout de la Pologne.
If no one ever marries me
La poésie de Laurence Alma-Tadema est aussi très musicale, elle-même chante ses poèmes dans le Hall of Happy Hours.
Son poème le plus étudié, If No One Ever Marries Me, est publié en 1897 dans Realms of Unknown Kings. La compositrice Liza Lehmann l'enregistre avec de la musique en 1900 dans The daisy chain, cycle of twelve songs of childhood. Louise Sington le met en musique dans sa comédie musicale Little girls. Au 21e siècle, Natalie Merchant chante ce poème sur son double album Leave Your Sleep,.

### Engagement en faveur de la Pologne
Laurence Alma-Tadema proclame son amour pour la Pologne et en fait sa patrie d'adoption. Avant et pendant la Première Guerre mondiale, elle s'efforce de faire connaître l'histoire et la culture polonaises en Angleterre. Elle est secrétaire du Fonds de secours aux victimes polonaises de 1915 à 1939 et collabore avec Ignacy Jan Paderewski, musicien et champion de l'indépendance polonaise. Laurence Alma-Tadema entretient une longue correspondance avec lui de 1915 jusqu'à la fin de sa vie. Une partie de ces archives se trouve à la Bodleian Library, Université d'Oxford.

### Tournée américaine
En 1907-1908, Laurence Alma-Tadema effectue une tournée aux États-Unis pour un cycle de conférences sur le sens du bonheur (Meaning of Happiness) qui se révèle particulièrement populaire. Elle évoque aussi lors de ces conférences le sort de la Pologne divisée et demande à son auditoire de soutenir ce pays,.

### Fin de vie
Laurence Alma-Tadema meurt le 12 mars 1940 dans une maison de repos à Londres,,.
Elle est restée célibataire mais a vécu deux grands amours. Elle a d'abord un penchant pour Ignacy Jan Paderewski avec qui elle partage l'amour pour la Pologne, mais il est déjà marié et, au décès de son épouse, ne répond pas au souhait de sa soupirante de l'épouser. Elle nourrit aussi une passion pour Maurice Maeterlinck dont elle traduit des œuvres en anglais. Elle ignore qu'il est en couple avec Georgette Leblanc et leur liaison quelque peu vaudevillesque est sans espoir.

## Publications (sélection)
- Songs of Womanhood, Lire en ligne
- The Wings of Icarus: Being the Life of one Emilia Fletcher, 1894 Lire en ligne
- One Way of Love: A Play, 1893, 54 p.
- Realms of Unknown Kings, G. Richards, 1897
- Songs of childhood, 1902
- Tales from my garden : three fairy tales, 1906
- A few lyrics, 1909
- Mother Goose Nursery Rhymes : Proverbs and Rhyme Games, ill. Charles Robinson, Londres, Collins Clear-Type Press, 1910,
- avec Ignacy Jan Paderewski, Chopin : a discourse, Londres, W. Adlington, 1911
- Traduction, Pelleas and Melisanda and the Sightless. Two Plays By Maurice Maeterlinck, Londres, Walter Scott Ltd., 1914

- Poland, Russia and the war, St. Catherine press, 1915